# كورة محمد مقبل (الوضيع)

تعديل مصدري - تعديل

كورة محمد مقبل هي إحدى قرى عزلة  الوضيع بمديرية الوضيع التابعة لمحافظة أبين، بلغ تعداد سكانها 58 نسمة حسب تعداد اليمن لعام 2004.